# Семь столпов мудрости
«Семь столпов мудрости» (англ. Seven Pillars of Wisdom) — беллетризованные мемуары британского офицера Т. Э. Лоуренса о времени Арабского восстания против Османской империи в 1916—1918 годах. Одно из самых известных и популярных произведений английской мемуарной литературы. При жизни автора печаталось с сокращениями. Авторская сокращенная версия опубликована под названием «Восстание в пустыне».

## Название
Название взято из Книги притчей, 9:1: «Премудрость построила себе дом, вытесала семь столбов его».
До Первой мировой Лоуренс работал над книгой о семи великих городах Ближнего Востока под тем же названием. Эти города: Каир, Смирна, Константинополь, Бейрут, Алеппо, Дамаск и Медина. С началом войны Лоуренс уничтожил черновик.

## В культуре
У шведской группы Sabaton есть одноимённая песня, посвящённая этому произведению и его автору.

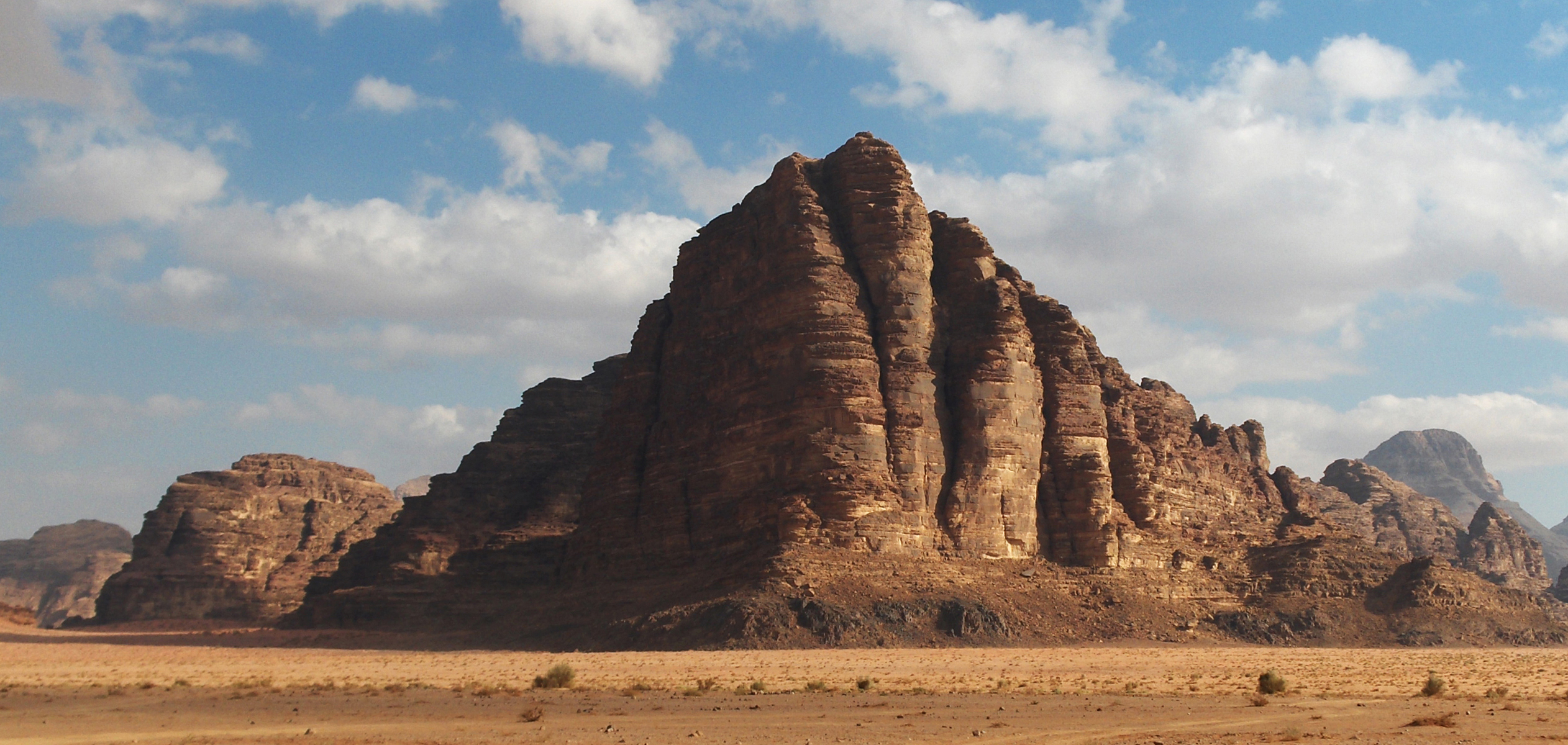
Горы Семь столпов мудрости в Вади Рам

## Издания
- ISBN 0-9546418-0-9 Seven Pillars of Wisdom, 1922, неадаптированный «оксфордский» текст
- ISBN 0-385-41895-7 Seven Pillars of Wisdom, 1926, издание для подписчиков
- ISBN 1-56619-275-7 Revolt in the Desert, 1927, сокращенное (адаптированное) издание

На русском
- Лоуренс Томас Эдвард. Семь столпов мудрости. — Родина, 2022. — 352 с. — (Весь мир). — ISBN 978-5-00180-359-1. (Сокращенная версия)